# Parafia Ducha Świętego w Bielawie
Parafia Ducha Świętego w Bielawie – parafia rzymskokatolicka w dekanacie bielawskim diecezji świdnickiej. Była erygowana w 1948 r. Jej proboszczem jest ks. Michał Jaremko .
Wieloletni proboszcz ks. Henryk Praga z dniem 22 czerwca 2009 decyzją ks. biskupa ordynariusza został przeniesiony w stan spoczynku. Obecnie jest rezydentem w tutejszej parafii.